# Kazushige Kuboki
Kazushige Kuboki (jap. 窪木 一茂, Kuboki Kazushige; * 6. Juni 1989, Präfektur Fukushima) ist ein japanischer Radrennfahrer, der auf Straße und Bahn aktiv ist. Er war Weltmeister 2024 im Scratch.

## Karriere
Kazushige Kuboki machte das erste Mal auf sich aufmerksam, als er 2007 bei der Tour de l’Abitibi, einem Junioren-Etappenrennen in Kanada, Achter der Gesamtwertung wurde.
2011 errang er jeweils Bronze bei der Asienmeisterschaft in der Einerverfolgung, im Teamsprint und in der Mannschaftsverfolgung. Im Jahr darauf wurde Kuboki japanischer Meister im Punktefahren. Bei den Asiatischen Radsportmeisterschaften 2013 holte er Silber in der Mannschaftsverfolgung und Bronze im Omnium. 2014 wurde Kazushige nationaler Meister im Omnium. Dazu holte er bei den asiatischen Radsportmeisterschaften 2013 Bronze in der Mannschaftsverfolgung. Auf der Straße gewann er bei der Tour de Hokkaidō die Punktewertung.
2015 wurde er nationaler Meister im Straßenrennen, sein größter Erfolg bisher auf der Straße. Daraufhin bekam er für das folgende Jahr einen Vertrag beim italienischen Zweitdivisionär Nippo-Vini Fantini. Abermals holte er bei den asiatischen Radsportmeisterschaften 2015 und 2016 Silber in der Mannschaftsverfolgung.
2018 wurde er japanischer Meister im Einzelzeitfahren. Nach zahlreichen zweiten und dritten in den vorausgegangenen Jahren wurde er 2020 zweifacher Asienmeister, und zwar in der Mannschaftsverfolgung zusammen mit Ryo Chikatani, Shunsuke Imamura, Eiya Hashimoto und Keitaro Sawada. In den folgenden Jahren gewann er diesen Titel noch dreimal, hinzu kamen von 2022 bis 2024 drei Titel im Zweier-Mannschaftsfahren jeweils mit Imamura. Mit dem Titel in der Einerverfolgung 2023 holte er auch einen individuellen Titel als Asienmeister. Bei den Weltmeisterschaften 2022 und 2023 kam er jeweils auf Platz zwei im Scratch, bevor er 2024 in dieser Disziplin Weltmeister wurde.
Kuboki trat zweimal bei Olympischen Spielen an; 2016 kam er im Omnium auf den 14. Rang, im Omnium wurde er Sechster. Die gleiche Platzierung erzielte er 2024 beim Madison im Gespann mit Imamura, während er mit dem japanischen Bahn-Vierer in der Qualifikation ausschied.
Ende 2024 verließ Kuboki sein bisheriges Team Bridgestone und wechselte zum Aisan Racing Team. Bei den Asienmeisterschaften 2025 gewann er drei Medaillen und stellte mit 4:08,669 Minuten einen neuen Asienrekord in der Einerverfolgung auf.

## Erfolge

### Straße
2014
- Punktewertung Tour de Hokkaidō

2015
- Japanischer Meister – Straßenrennen

2017
- Bester Asiate Tour of Taihu Lake

2018
- Japanischer Meister – Einzelzeitfahren

2019
- eine Etappe Tour of Japan

2022
- eine Etappe Tour de Kumano

### Bahn
2010
- Japanischer Meister – Punktefahren, Einerverfolgung, Mannschaftsverfolgung

2011
- Asienmeisterschaft – Einzelverfolgung
- Asienmeisterschaft – Mannschaftsverfolgung
- Asienmeisterschaft – Teamsprint

2012
- Japanischer Meister – Punktefahren

2013
- Asienmeisterschaft – Mannschaftsverfolgung
- Asienmeisterschaft – Omnium

2014
- Japanischer Meister – Omnium
- Asienspiele – Mannschaftsverfolgung

2015
- Asienmeisterschaft – Mannschaftsverfolgung
- Japanischer Meister – Punktefahren, Einerverfolgung, Mannschaftsverfolgung

2016
- Asienmeisterschaft – Mannschaftsverfolgung

2018
- Japanischer Meister – Einerverfolgung, Punktefahren, Omnium, Zweier-Mannschaftsfahren (mit Ryo Chikatani), Mannschaftsverfolgung (mit Ryo Chikatani, Hiroaki Harada und Keitaro Sawada)

2019
- Asienmeisterschaft – Mannschaftsverfolgung (mit Ryo Chikatani, Shogo Ichimaru und Eiya Hashimoto)
- Asienmeisterschaft – Zweier-Mannschaftsfahren (mit Eiya Hashimoto)
- Japanischer Meister – Punktefahren, Einerverfolgung, Zweier-Mannschaftsfahren (mit Eiya Hashimoto), Mannschaftsverfolgung (mit Ryo Chikatani, Shunsuke Imamura und Eiya Hashimoto)

2019/20
- Asienmeister – Mannschaftsverfolgung (mit Ryo Chikatani, Shunsuke Imamura, Eiya Hashimoto und Keitaro Sawada)
- Asienmeisterschaft – Zweier-Mannschaftsfahren (mit Eiya Hashimoto)

2022
- Weltmeisterschaft – Scratch
- Asienmeister – Zweier-Mannschaftsfahren (mit Shunsuke Imamura), Mannschaftsverfolgung (mit Shoi Matsuda, Shunsuke Imamura, Naoki Kojima und Eiya Hashimoto)
- Japanischer Meister – Einerverfolgung, Omnium, Zweier-Mannschaftsfahren (mit Shunsuke Imamura), Mannschaftsverfolgung (mit Shunsuke Imamura, Naoki Kojima und Shoi Matsuda)

2023
- Asienmeister – Einerverfolgung, Zweier-Mannschaftsfahren (mit Shunsuke Imamura), Mannschaftsverfolgung (mit Eiya Hashimoto, Shoi Matsuda und Naoki Kojima)
- Asienspielesieger – Omnium, Mannschaftsverfolgung (mit Shoi Matsuda, Eiya Hashimoto, Naoki Kojima und Shunsuke Imamura)
- Japanischer Meister – Zweier-Mannschaftsfahren (mit Shunsuke Imamura), Mannschaftsverfolgung (mit Eiya Hashimoto, Shunsuke Imamura, Shoi Matsuma und Naoki Kojima)
- Weltmeisterschaft – Scratch

2024
- Asienmeister – Zweier-Mannschaftsfahren (mit Shunsuke Imamura), Mannschaftsverfolgung (mit Eiya Hashimoto, Shoi Matsuda und Naoki Kojima)
- Japanischer Meister – Einerverfolgung
- Weltmeister – Scratch

2025
- Asienmeister – Einerverfolgung, Zweier-Mannschaftsfahren (mit Eiya Hashimoto)
- Asienmeisterschaft – Scratch, Mannschaftsverfolgung (mit Eiya Hashimoto, Shoi Matsuda, Naoki Kojima und Shunsuke Imamura)